# Йылдыз, Бетул Джемре
Бетул Джемре Йылдыз (тур. Betül Cemre Yıldız; род. 16 мая 1989 Адапазары) — турецкая шахматистка и шашистка (турецкие шашки). Международный гроссмейстер по шахматам среди женщин (2012). Бронзовый призёр 1-го чемпионата мира по турецким шашкам среди женщин (2016). Сильнейшая шахматистка в истории Турции, многократная чемпионка страны, первая в стране гроссмейстер-женщина.

## Биография
Бетул Джемре Йылдыз родилась в Адапазары. С 1992 года живёт в Измире. Начала заниматься шахматами в возрасте 9 лет, наблюдая за игрой отца со старшим братом. Тренировалась у Абдуллы Бетул Ильхана. В 1998 году стала чемпионкой Турции в своей возрастной категории. Начиная с 2002 года пять раз подряд становилась чемпионкой страны среди женщин. В 2003 году получила титул мастера ФИДЕ, в 2004 году — международного мастера, а в 2012 году стала международным гроссмейстером. В 2016 году приняла участие в первом чемпионате мира по турецким шашкам среди женщин и заняла третье место вслед за Дарьей Ткаченко (Россия) и Натальей Садовской (Польша).
В 2006 году поступила в «Университет Девятого сентября» в Измире на юридический факультет. Также дистанционно училась в Анатолийском университете в Эскишехире на экономическом факультете. Окончила университет в 2010 году. С 2012 года работает адвокатом.

## Спортивные достижения

### Шахматы
Чемпионат Турции по шахматам среди женщин
- 2002, 2003, 2004, 2005, 2006, 2009, 2010, 2011, 2013, 2014, 2015 — чемпионка

Первенство мира по шахматам среди девушек
- 2007 World Youth Chess Championship U18 Girls — 3-е место[4]
- 2009 World Junior Chess Championship U20 Girls — 3-е место[5]

Шахматная Олимпиада
- 2012 Istanbul Chess Olympiad, 2 доска — 3-е место

### Шашки
Чемпионат мира по турецким шашкам — 3-е место